# Мавританский конституционный референдум (2006)
Конституционный референдум в Мавритании проходил 25 июня 2006 года. После свержения в 2005 году президента Маауйя ульд Сиди Ахмед Тайя Временное военное правительство объявило референдум для одобрения новой Конституции страны, которая ограничивала президента двумя сроками. Кроме этого, Конституция 2006 года вводила возрастное ограничение для кандидатов в президенеты в 75 лет. Конституция была одобрена подавляющим большинством голосов в 97 % при явке 76,5 %.